# Avia BH-16
Авиа BH-16 (чеш. Avia BH-16) — чехословацкий спортивный самолёт, построенный компанией Avia. Модель была разработана конструкторами Павлом Бенешем и Мирославом Хайном.

## История
Первый полёт выполнен 8 июня 1924 года. Было произведено два экземпляра самолёта, которые отличались установленными на них моторами. Первый имел двигатель Vaslin мощностью 20 л.с. и получил гражданский регистрационный номер L-BONC, второй Blackburne Tomtit мощностью 16 л.с. и получил гражданский регистрационный номер L-BOND. В 1932 году на втором экземпляре BH-16 двигатель был заменён на более мощный Orion LL-30 мощностью 30 л.с. соответственно и изменился регистрационный номер, на OK-AVS.

## Конструкция

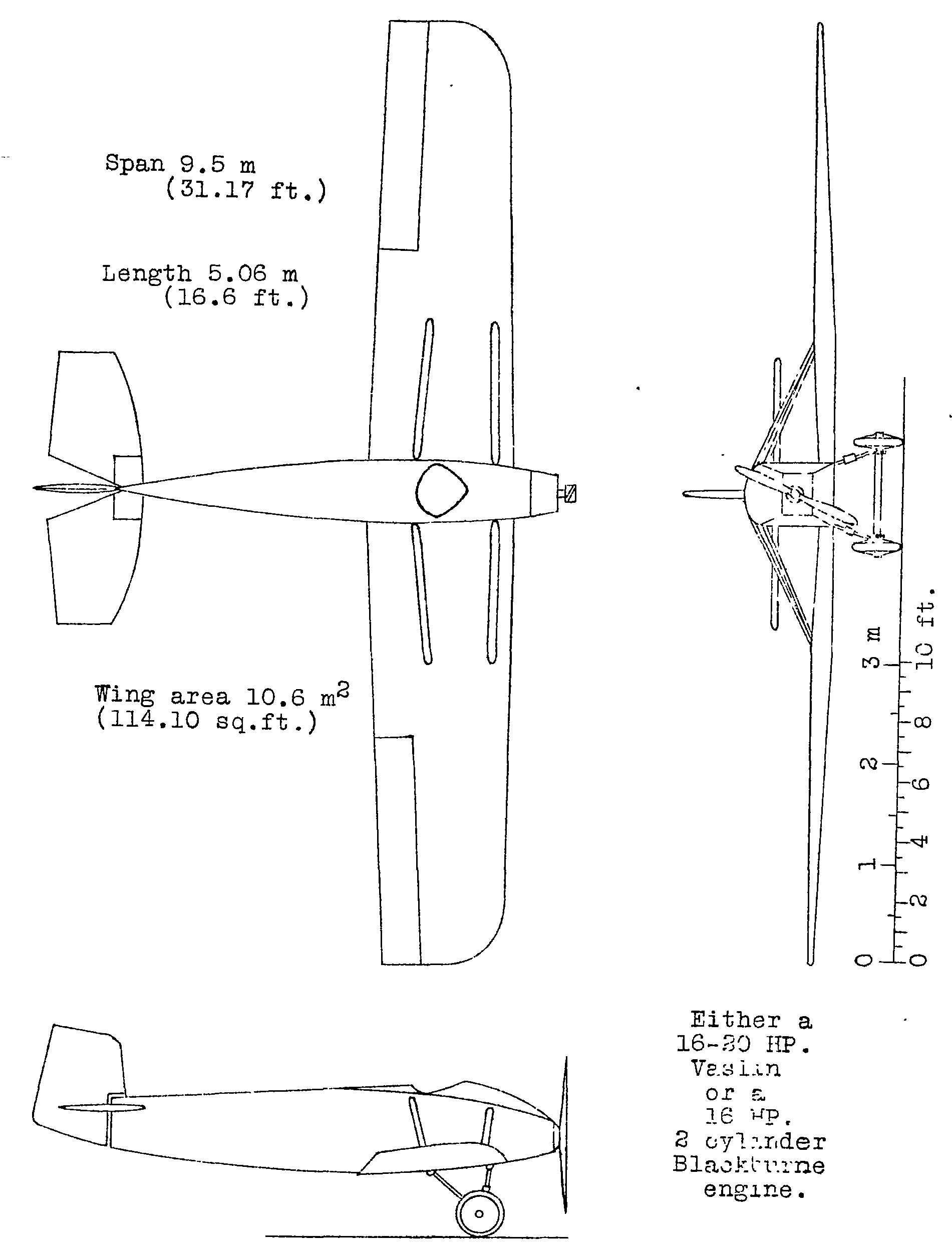
Проекции BH-16

BH-16 представлял собой моноплан с низкорасположенным крылом. Фюзеляж деревянный. Шасси пирамидального типа, с хвостовым колесом.

### Технические характеристики
- Экипаж: 1 чел.
- Длина: 5,13 м
- Размах крыла:
- Высота:
- Площадь крыла: 10,60 м²
- Профиль крыла:
- Масса пустого: 130 кг
- Масса снаряжённого:
- Нормальная взлётная масса:
- Максимальная взлётная масса: 236 кг
- Двигатель Vaslin
- Мощность: 1 x 20 л. с.

### Лётные характеристики
- Максимальная скорость: 116 км / ч
  - у земли:
  - на высоте м:
- Крейсерская скорость: 95 км / ч
- Практическая дальность: 500 км
- Практический потолок: 2000  м
- Скороподъёмность: 60 м/мин
- Нагрузка на крыло: кг/м²
- Тяговооружённость: Вт/кг
- Максимальная эксплуатационная перегрузка:[1]